# Enchanted Valley Chalet
L'Enchanted Valley Chalet est un ancien lodge américain situé dans le comté de Jefferson, dans l'État de Washington. Construit en 1930-1931 dans un style rustique, ce bâtiment en bois a aussi servi de station de rangers au sein du parc national Olympique. Il est inscrit au Registre national des lieux historiques depuis le 13 juillet 2007.
Menacé par l'érosion des berges du Quinault, le bâtiment a été déplacé en septembre 2014 mais il est à nouveau en sursis en 2020 et le National Park Service envisage alors de le démonter totalement.